# Emadeldin Mohamed
Emadeldin Mohamed es un deportista egipcio que compitió en levantamiento de potencia adaptado. Ganó dos medallas en los Juegos Paralímpicos de Verano, oro en Barcelona 1992 y plata en Atlanta 1996.

## Palmarés internacional
| Juegos Paralímpicos | Juegos Paralímpicos      | Juegos Paralímpicos | Juegos Paralímpicos |
| Año                 | Lugar                    | Medalla             | Categoría           |
| ------------------- | ------------------------ | ------------------- | ------------------- |
| 1992                | Barcelona (España)       | Medalla de oro      | –60 kg              |
| 1996                | Atlanta (Estados Unidos) | Medalla de plata    | –67,5 kg            |